# Lunes Santo
El Lunes Santo o Lunes Santo y Grande (en griego: Μεγάλη Δευτέρα, Megale Deutera) es el segundo de los días de la Semana Santa, cuyo comienzo tiene lugar el Domingo de Ramos, durante la cual los cristianos conmemoran la Pasión, Muerte y Resurrección de Jesucristo. Así se pone de manifiesto en la liturgia de las distintas ceremonias que tienen lugar en Semana Santa en las distintas confesiones cristianas.
Es el tercer día de la Semana Santa en el Cristianismo oriental, después del Sábado de Lázaro y el Domingo de Ramos, y el segundo día de la Semana Santa en el Cristianismo occidental, después del Domingo de Ramos.
Además de los actos celebrados en los templos, diversas manifestaciones populares tienen lugar durante la Semana Santa en todo el mundo, destacando las procesiones que se organizan en muchos pueblos y ciudades
Los Evangelios relatan algunos de los acontecimientos ocurridos en el día del Lunes Santo bíblico. Algunos de los más notables y reconocibles fueron la Maldición de la higuera (21:18-22, 11: 20-26), el cuestionamiento de la autoridad de Jesús (21:23-27), la expulsión de los mercaderes del Templo y algunas parábolas diversas, según el Evangelio que se lea.

## Liturgia de Lunes Santo
A diferencia de otros días de la Semana Santa que cuentan con ceremonias singulares, en lunes santo la Iglesia católica continúa la celebración normal de la misa. Durante ésta, el Evangelio que es proclamado refleja el pasaje de la Unción en Betania, en casa de Lázaro, en el que una de las hermanas de este, María le unge con costosos perfumes. La lectura corresponde al Evangelio de San Juan:

Seis días antes de la Pascua, fue Jesús a Betania, donde vivía Lázaro, a quien había resucitado de entre los muertos. Allí le ofrecieron una cena; Marta servía, y Lázaro era uno de los que estaban con él a la mesa. María tomó una fibra de perfume de nardo, auténtico y costoso, le ungió a Jesús los pies y se los enjugó con su cabellera. Y la casa se llenó de la fragancia del perfume. Judas Iscariote, uno de sus discípulos, el que lo iba a entregar, dice:

-«¿Por qué no se ha vendido este perfume por trescientos denarios para dárselos a los pobres?».

Esto lo dijo, no porque le importasen los pobres, sino porque era un ladrón; y como tenía la bolsa llevaba lo que iban echando. Jesús dijo:

-«Déjala; lo tenía guardado para el día de mi sepultura; porque a los pobres los tenéis siempre con vosotros, pero a mí no siempre me tenéis».

Una muchedumbre de judíos se enteró de que estaba allí y fueron, no sólo por Jesús, sino también para ver a Lázaro, al que había resucitado de entre los muertos. Los sumos sacerdotes decidieron matar también a Lázaro, porque muchos judíos, por su causa, se les iban y creían en Jesús.
 Juan 12, 1-11

## Cristianismo occidental
En la Iglesia católica, la lección del Evangelio en la Misa es de   12:1-9, que cronológicamente ocurrió antes del Entrada en Jerusalén descrito en 12:12-19. Otras lecturas utilizadas son Isaías y 27:1-3, 13-14.
En el Leccionario común revisado, que utilizan la Comunión anglicana, la Iglesia metodista, la Iglesia luterana, la Iglesia católica antigua y las Iglesias reformadas, las lecturas de las escrituras son 42:1-9 (Primera lectura), 36:5-11 (Salmo), 36:5-11 (Salmo) (Salmo), 9:11-15 (Segunda Lectura), y 9:11-15 (Segunda Lectura) y 12:1-9, (Lectura del Evangelio).
En el uso metodista tradicional, Libro de Culto para la Iglesia y el Hogar (1965)|El Libro de Culto para la Iglesia y el Hogar (1965) ofrece la siguiente Colecta para el Lunes Santo:

Te suplicamos, Dios todopoderoso, que nosotros, que en tantas ocasiones de adversidad, por razón de nuestra fragilidad somos hallados faltos, podamos, sin embargo, por la pasión e intercesión de tu Hijo unigénito, ser continuamente refrescados; quien vive y reina contigo, en la unidad del Espíritu Santo, por los siglos de los siglos. Amén. 

## Cristianismo oriental
.

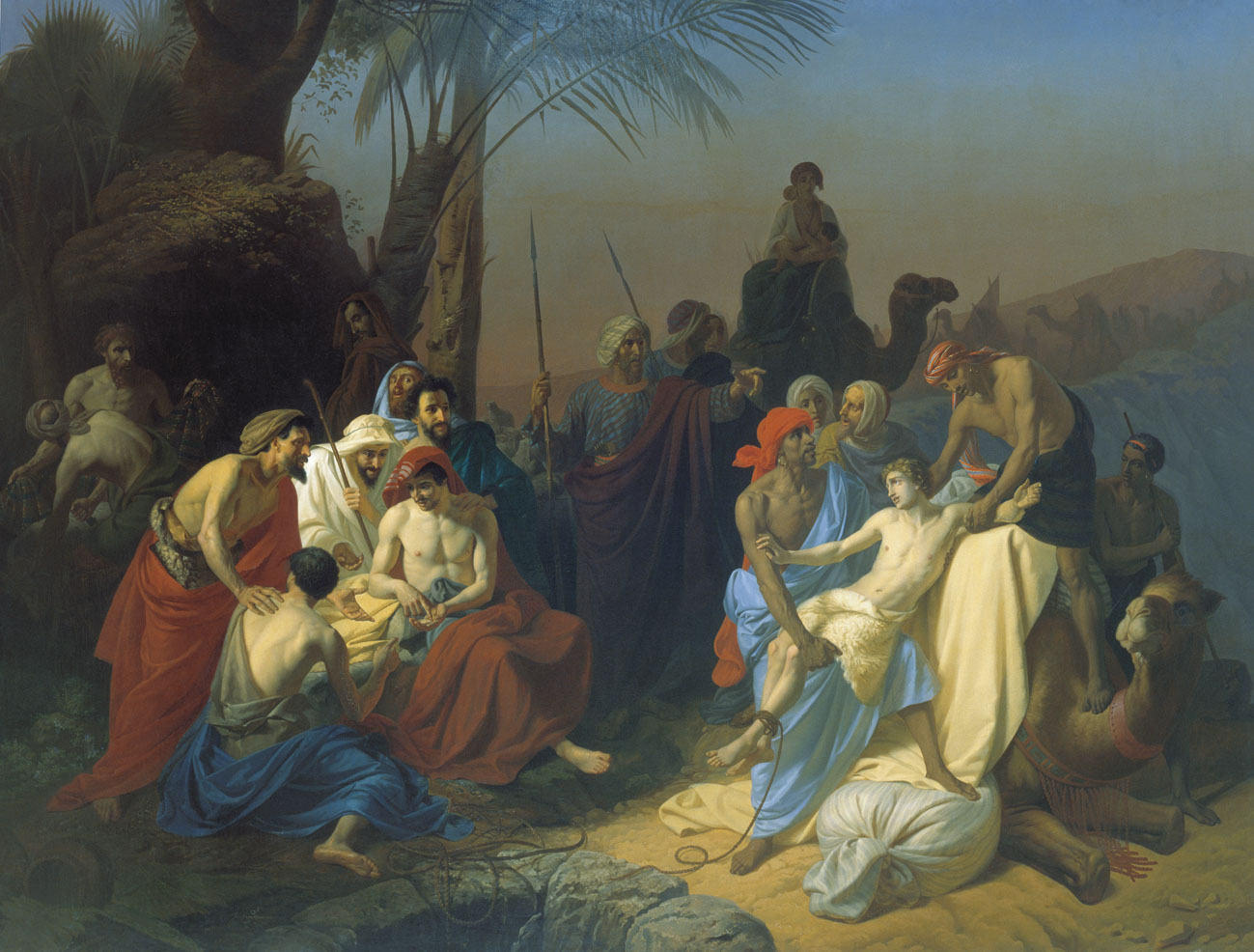
José vendido como esclavo por sus hermanos (Konstantin Flavitsky, 1855)

En la Iglesia ortodoxa y en aquellas Iglesias católicas orientales que siguen el Rito bizantino, este día se denomina Lunes Santo y Grande, o Gran Lunes. En este día la Iglesia conmemora la muerte infructuosa de la higuera (21:18-22), símbolo del juicio que caerá sobre quienes no den frutos de arrepentimiento.  Los himnos de este día también recuerdan a José, el hijo de Jacob, cuyo inocente sufrimiento a manos de sus hermanos (Genesis), y la falsa acusación (39-40) son una tipo (prefiguración) de la Pasión de Cristo. 
El día comienza litúrgicamente con Vísperas en la noche del Domingo de Ramos, repitiendo algunos de los mismos stichera (himnos) de las Alabanzas de la Vigilia de toda la noche de la noche anterior. En Completas se canta una Trioda, (Canon compuesto por tres Odas), escrito por San Andrés de Creta.
El servicio de Maitines de lunes a miércoles de Semana Santa se conoce como Servicio del Esposo u Oración del Esposo en la Iglesia Ortodoxa Griega, debido a su tema de Cristo como el Esposo de la Iglesia, un tema expresado en el tropario que se canta solemnemente cerca del comienzo del servicio. 
En estos días, se coloca un icono de "Cristo Esposo" sobre un analogión en el centro del templo, que representa a Jesús vestido con la túnica púrpura de la burla y coronado con una corona de espinas (véase Instrumentos de la Pasión). El Evangelio de Maitines que se lee en este día es del Evangelio de Mateo. 21:18-43). El canon de Maitines tiene sólo tres odios (un triodo), y fue compuesto por San Cosme de Maiuma.
Los cuatro Evangelios se dividen y leen en su totalidad en las «Horas pequeñas» (Tercia, Sexta y Nona) durante el transcurso de los tres primeros días de la Semana Santa, deteniéndose en 13:31. Hay varios métodos para dividir los Evangelios, pero el más común es:
Lunes Santo y Grande
- Hora tercera-La primera mitad de Mateo
- Hora sexta-La segunda mitad de Mateo
- Novena Hora-La primera mitad de Marcos

A la Hora Sexta hay una lectura del Libro de Ezequiel 1:1-20

## Celebración del Lunes Santo
Durante toda la Semana Santa tienen lugar procesiones en numerosos pueblos y ciudades.

### Lunes Santo en España

#### Procesiones declaradas de interés turístico internacional
- En Ávila procesionan el Patronato de la Santísima Trinidad y Nuestra Señora de las Vacas y la Hermandad de Nuestra Señora de la Esperanza, protagonizando el acto del Encuentro.
- En Cáceres procesionan este día dos cofradías. La cofradías del Stmo. Cristo de las Batallas y María Stma. de los Dolores, que sale de la concatedral de Santa María, y la cofradía del Cristo de Salud, que inicia su recorrido en la iglesia de Santo Domingo.

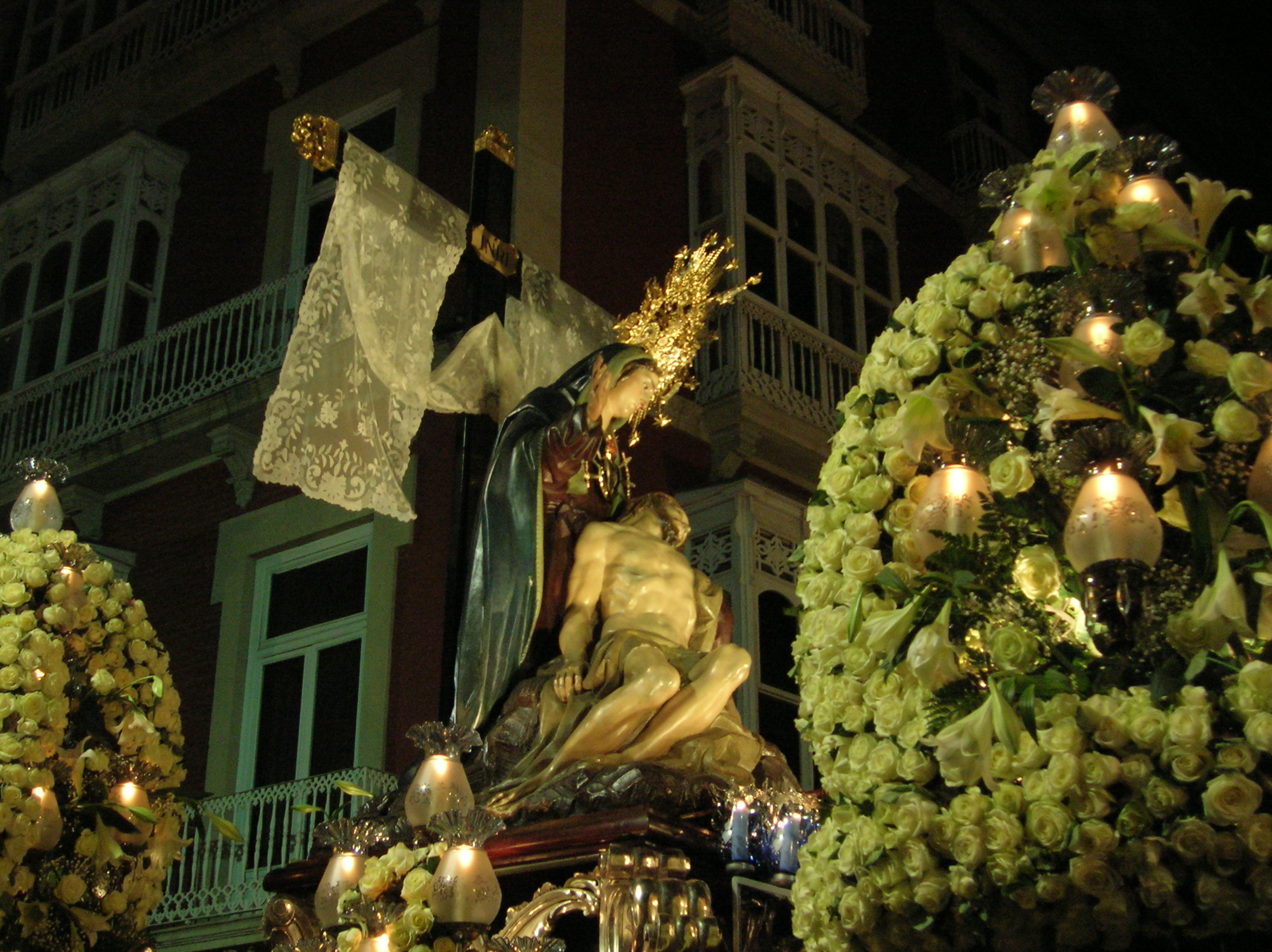
La Virgen de la Piedad (Capuz) de Cartagena.

- En Cartagena procesiona la Real e Ilustre Cofradía de Nuestro Padre Jesús Nazareno (Marrajos) que organiza la procesión de las promesas de la Santísima Virgen de la Piedad.
- En Cuenca puede verse la procesión de las Siete Palabras, organizada por la Hermandad del Santísimo Cristo de la Veracruz.
- En Ferrol, procesión de la Coronación de Espinas, la Primera Caída y la Virgen de la Amargura, al caer la noche.
- En Granada hacen Estación de Penitencia un total cinco hermandades: Trabajo, Dolores, Rescate, Huerto y Hermandad del Santísimo Cristo de San Agustín.
- En Hellín la Santa Escuela de Cristo de la Cofradía de Nuestra Señora del Rosario, patrona de la ciudad, celebra un Vía Crucis por las Calles más antiguas de la Ciudad, recordando aquellas primeras procesiones penitenciales que iniciaron su Semana Santa.
- En León se celebra la procesión de La Pasión con la participación de las cofradías de Angustias y Soledad, Dulce Nombre de Jesús Nazareno y Real de Minerva y Veracruz, acompañadas de sus imágenes titulares.
- En Málaga es el día de las cofradías de Crucifixión, Gitanos, Dolores del Puente, Pasión, Estudiantes y Cautivo.
- En Mérida, procesionan las imágenes de Nuestro Padre Jesús de Medinaceli, Santísimo Cristo de las Injurias y Nuestra Señora del Rosario.
- En Murcia tiene lugar el cortejo de una de las procesiones más tradicionales de la ciudad, el de la Real, Ilustre y Muy Noble Cofradía del Santísimo Cristo del Perdón, popularmente conocida como »la procesión de Las Colas», formada por once hermandades.
- En Orihuela es el día de la cofradía de la Samaritana y de la Hermandad del Prendimiento, que realizan una procesión conjunta por las calles de la ciudad acompañados de La Convocatoria (al principio de la procesión) y de la Centuria Romana de Ntro. Padre Jesús (al final de la procesión).
- En Salamanca tiene lugar la procesión del Cristo de los Doctrinos y la Virgen de la Amargura, organizada por la Ilustre Cofradía de la Santa Cruz del Redentor y de la Purísima Concepción, su Madre. Los cofrades realizan estación ante el Santísimo Sacramento en la Catedral Nueva de Salamanca
- En Sevilla es el día de hermandades como San Pablo, El Beso de Judas, Santa Genoveva, Santa Marta, San Gonzalo, La Vera-Cruz, Las Penas de San Vicente, Las Aguas y El Museo.
- En Toledo tiene lugar el traslado del Santísimo Cristo de la Vega, muy venerado, a cargo de la Hermandad del Santísimo Cristo de la Vega y procesiona la Cofradía del Cristo Nazareno Cautivo de Toledo y la Hermandad del Santísimo Cristo de la Esperanza.
- En Valladolid se celebra la Procesión del Santísimo Rosario del Dolor con la participación de la Cofradía Penitencial de La Oración del Huerto y San Pascual Bailón, la Hermandad Penitencial de Nuestro Padre Jesús atado a la Columna, la Cofradía del Santo Cristo del Despojo, la Hermandad del Santo Cristo de los Artilleros, la Cofradía de las Siete Palabras y la Cofradía Penitencial de la Santa Vera-Cruz. Por la noche tiene lugar la Procesión de la Buena Muerte desde la Iglesia de Santa María La Antigua a cargo de la Venerable Cofradía de la Preciosísima Sangre de Nuestro Señor Jesucristo.

- En Vivero (Lugo), tiene lugar la tamborrada.
- En Zamora sale la Hermandad de Jesús en su Tercera Caída con el acto central del cántico de "La muerte no es el final" en la Plaza Mayor y por la noche la Hermandad penitencial del Santísimo Cristo de la Buena Muerte destacando ya en la madrugada del Martes el canto del "Jerusalem" en la plaza de Sta. Lucía.[7]

#### Otras procesiones españolas
- En Algeciras, la Hermandad de la Columna, acompañado por la Virgen de las Lágrimas.
- En Almería procesionan este día dos hermandades: Pasión y Gran Poder con un total de tres pasos: un Cristo, un Misterio y un Palio.
- En Antequera procesiona la Cofradía de los Estudiantes, que la componen: Nuestro Padre Jesús Nazareno de la Sangre, el Santo Cristo Verde y Nuestra Señora de la Santa Vera-Cruz.
- En Almuñécar (Granada) procesiona la Cofradía de la Oración en el Huerto.
- En Cádiz realizan su salida procesional las cofradías de La Palma, con el Santísimo Cristo de la Misericordia y María Santísima de Las Penas, La Vera-cruz, El Prendimiento y El Nazareno del Amor.
- En Cieza se celebra la Procesión-Vía Crucis del Santísimo Cristo de la Sangre, paso de la Cofradía de Santa María Magdalena.
- En Ciudad Real tiene lugar la procesión del Vía Crucis con el Cristo de la Buena Muerte de la Hermandad del Silencio.

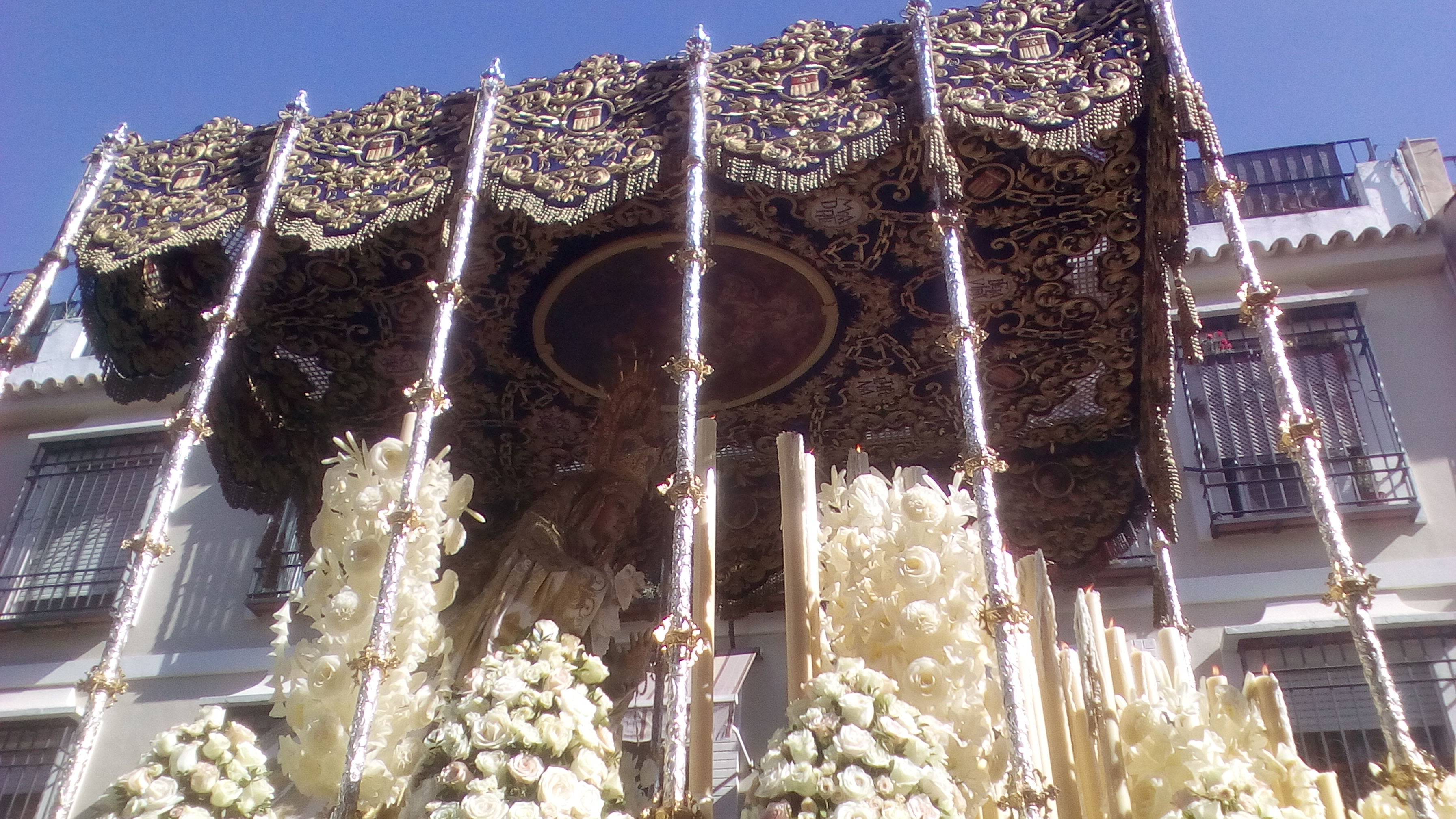
Virgen de la Merced de la Hermandad de la Coronación de Espinas de Córdoba

- En Córdoba lo hacen las cofradías de La Merced, Vía Crucis, Animas, Sentencia, Estrella y Vera-Cruz.
- En Dos Hermanas (Sevilla) procesiona una hermandad, la Hermandad de la Santa Cruz de Nuestro Señor Jesucristo y Cofradía de nazarenos de Nuestro Padre de la Presentación al Pueblo, Nuestra Señora del Amor y Sacrificio y San José.
- En Elche procesionan La Santa Cena, Negación de San Pedro, el Gran Poder y la Estrella, el Descendimiento y el Cristo de la Columna y María Santísima de la Victoria.
- En Huelva tiene prevista para 2009 su primera salida en este día la Hermandad del Perdón, del barrio de La Orden. También Hermandades de barrio son la de Jesús Cautivo y la Virgen de la Misericordia, de La Hispanidad, y la del Cristo de las Tres Caídas y la Virgen del Amor, del Polvorín. Las calles del Centro de la ciudad se estremecen con el silencio de la Hermandad del Calvario.
- En Jaén procesionan las Hermandades de Los Estudiantes, La Amargura y la Cofradía de Caridad y Salud.Cristo de la Misericordia, también conocido como Cristo del Bambú (Cofradía de los Estudiantes, Jaén)

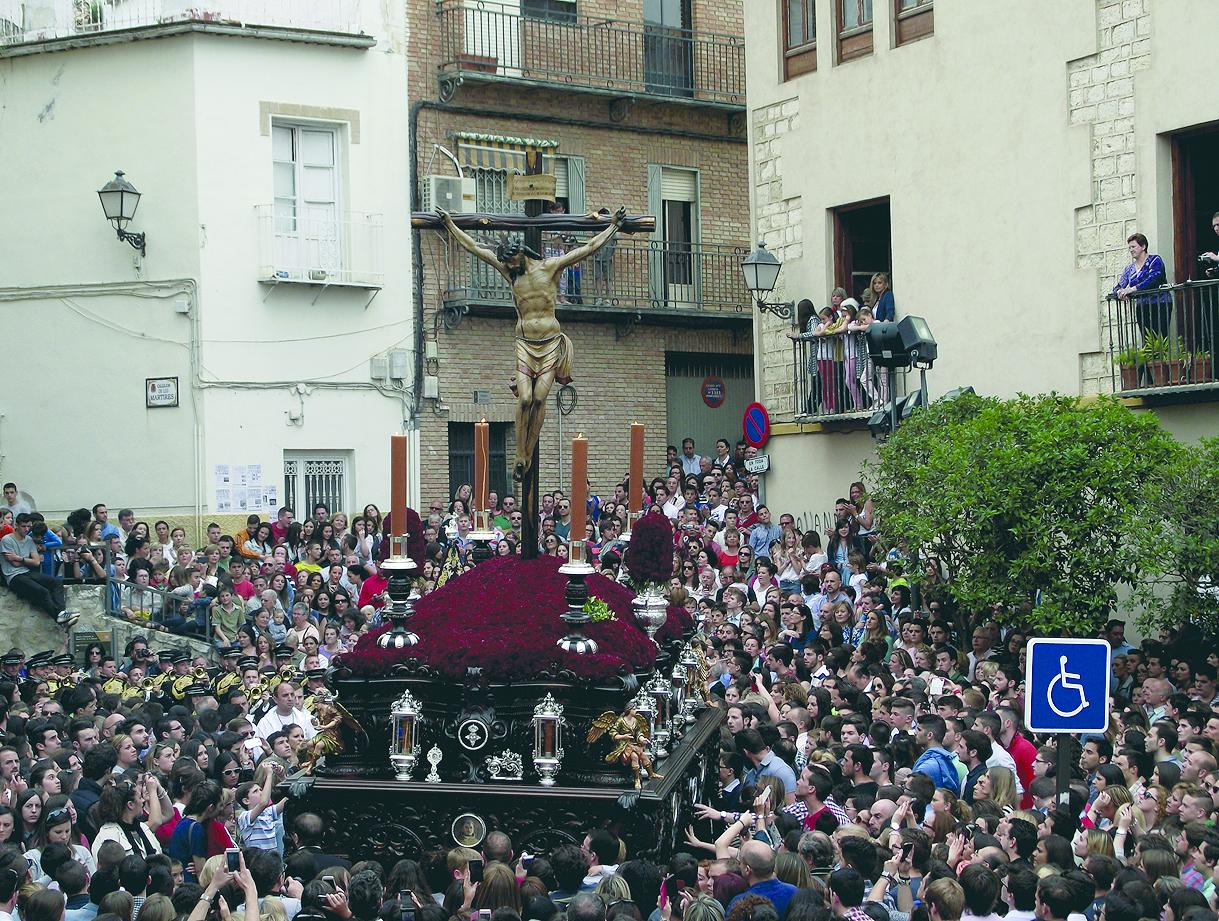
Cristo de la Misericordia, también conocido como Cristo del Bambú (Cofradía de los Estudiantes, Jaén)

- En Jerez de la Frontera, con una Semana Santa declarada de interés turístico nacional, salen a la calle seis procesiones que harán la carrera oficial hasta la Catedral.
- En Linares Real Hermandad y Cofradía de Nazarenos de Nuestro Padre Jesús en la Oración en el Huerto y Nuestra Santísima Madre y Señora de Gracia. Hermandad que destaca por el buen hacer de sus cuadrillas, así como por una estación de penitencia seria, pese a ser una hermandad de carácter "alegre".
- En Martos (Jaén) procesiona la hermandad de la Vera Cruz, Cristo de la Pasión y María de Nazareth.
- En Ocaña (Toledo) procesiona la Hermandad de Cristo Rey de los Mártires en la Exaltación de la Santa Cruz.
- En Ponferrada (León), procesión del Vía Crucis penitencial, de la Hermandad de Jesús Nazareno.

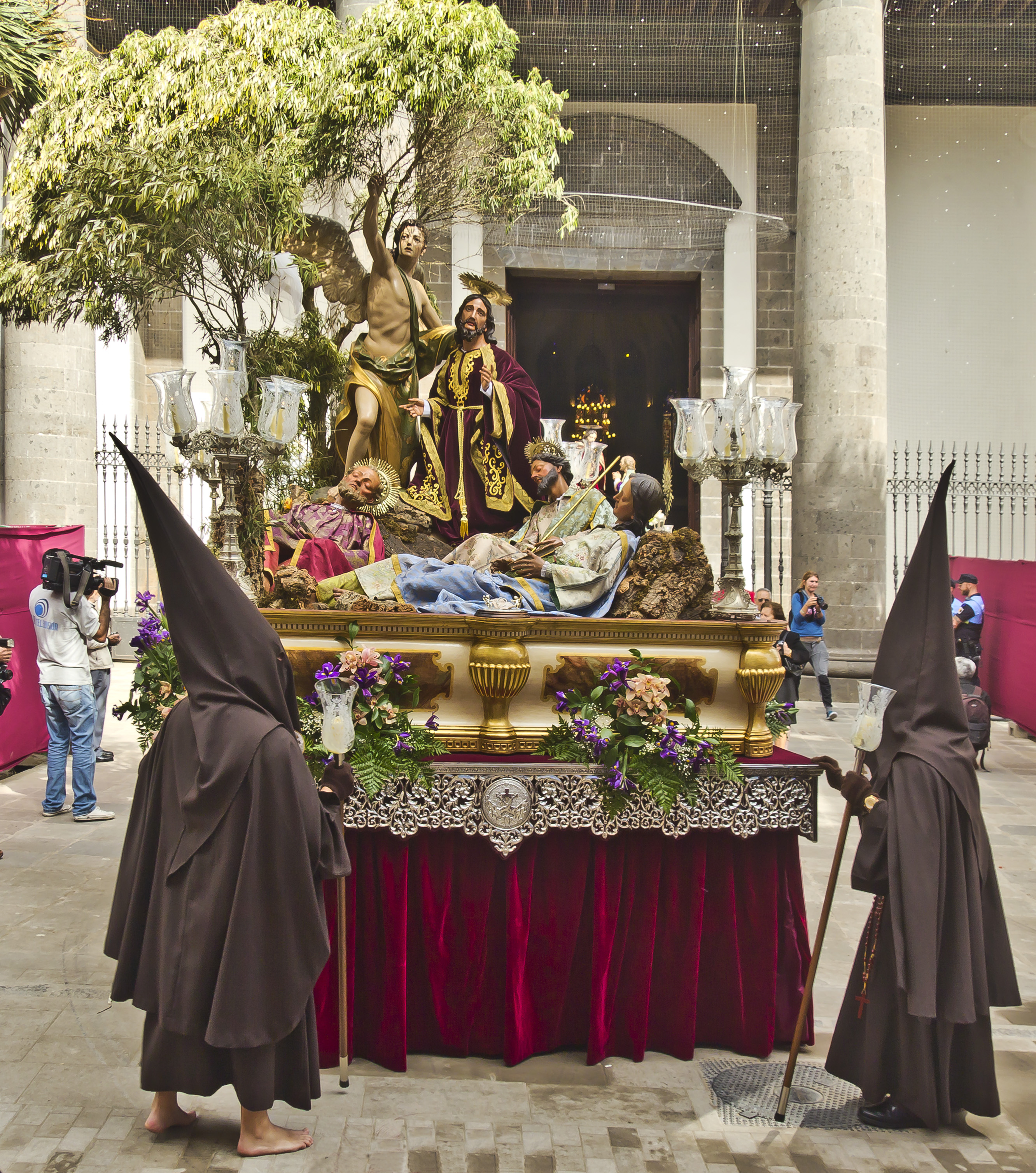
Paso de la Oración en el Huerto de los Olivos de San Cristóbal de La Laguna (Tenerife).

- En San Cristóbal de La Laguna (Tenerife) procesionan: El Señor de la Oración en el Huerto de los Olivos partiendo desde el Convento de Santa Clara de Asís y acompañado por la Venerable Orden Tercera Franciscana y Hermandad Franciscana de la Oración en el Huerto. La procesión del Santísimo Cristo del Amor Misericordioso saliendo desde la Catedral de San Cristóbal de La Laguna. Lo acompaña la Hermandad del Cristo del Amor Misericordioso y Servidores del Templo, y por último, la procesión de la Soledad de María Santísima, partiendo desde el Convento de Santa Catalina de Siena. La acompaña la Cofradía de las Insignias de la Pasión del Señor y la Soledad de María Santísima.[8]
- En San Fernando (Cádiz) procesionan las hermandades del Ecce-Homo, Afligidos y Medinaceli.
- En Santa Cruz de Tenerife parten: desde la Parroquia Matriz de la Concepción la procesión del Señor de la Humildad y Paciencia. Desde la Capilla de la Venerable Orden Tercera, procesión del Señor de la Oración en el Huerto y desde la Iglesia de San José, procesión del Señor atado a la Columna.[9]
- En Soria. Semana Santa silenciosa y austera, devocional; fiel reflejo de la sociedad soriana que la sustenta. Destaca por su intenso sentimiento religioso. Fue declarada de Interés Turístico de Castilla y León. Se celebra el Vía Crucis Penitencial de la Cofradía de la Flagelación del Señor con el paso de Jesús atado a la columna del siglo XVI. Pasa por las calles de la Parroquia de Ntra. Sra. del Espino.
- En Tobarra (Albacete) se celebra la Procesión del Recuerdo, en la que participan una representación de todas la hermandades.
- En Toledo, procesión del Cristo Nazareno Cautivo, salida desde la Santa Catedral Primada Santa María, procesión del Cristo de la Esperanza desde la Iglesia de San Andrés (plaza del seminario). Destaca la procesión del "Cautivo", la más populosa entre los ciudadanos de Toledo, debido a su gran número de hermanos y la devoción a esta Imagen.
- En Valencia tiene lugar a que la virgen pase por debajo de todas las calles hasta que llega a la iglesia central.
- En Yecla (Murcia) tiene lugar la Procesión del Rosario.